# Alan Walker (Musikproduzent)/Diskografie
Diese Diskografie ist eine Übersicht über die musikalischen Werke des norwegisch-britischen DJ und Produzenten Alan Walker alias DJ Walkzz (bis 2013). Walker startete als Produzent in den Bereichen Hands-Up, Trance und Hardstyle. Seit 2013 lässt sich sein Stil als eine Mischung aus Electro-House, Progressive House und Downbeat beschreiben. Den Schallplattenauszeichnungen zufolge hat er bisher mehr als 23,5 Millionen Tonträger verkauft, davon alleine in seiner Heimat über 1,6 Millionen.
Seine erfolgreichste Veröffentlichung ist die erste Single Faded mit über 11,3 Millionen verkauften Einheiten und Nummer-eins-Platzierungen in über 15 Ländern. Alleine in Deutschland wurde die Single für über 1,4 Millionen verkaufte Einheiten mit einer siebenfachen Goldenen Schallplatte ausgezeichnet. Damit ist Faded eine der meistverkauften Singles in Deutschland und der erfolgreichste Beitrag eines Norwegers überhaupt.

## Alben

### Studioalben
| Jahr | Titel Musiklabel                         | Höchstplatzierung, Gesamtwochen, AuszeichnungChartplatzierungen (Jahr, Titel, Musiklabel, Platzierungen, Wochen, Auszeichnungen, Anmerkungen) | Höchstplatzierung, Gesamtwochen, AuszeichnungChartplatzierungen (Jahr, Titel, Musiklabel, Platzierungen, Wochen, Auszeichnungen, Anmerkungen) | Höchstplatzierung, Gesamtwochen, AuszeichnungChartplatzierungen (Jahr, Titel, Musiklabel, Platzierungen, Wochen, Auszeichnungen, Anmerkungen) | Höchstplatzierung, Gesamtwochen, AuszeichnungChartplatzierungen (Jahr, Titel, Musiklabel, Platzierungen, Wochen, Auszeichnungen, Anmerkungen) | Höchstplatzierung, Gesamtwochen, AuszeichnungChartplatzierungen (Jahr, Titel, Musiklabel, Platzierungen, Wochen, Auszeichnungen, Anmerkungen) | Höchstplatzierung, Gesamtwochen, AuszeichnungChartplatzierungen (Jahr, Titel, Musiklabel, Platzierungen, Wochen, Auszeichnungen, Anmerkungen) | Höchstplatzierung, Gesamtwochen, AuszeichnungChartplatzierungen (Jahr, Titel, Musiklabel, Platzierungen, Wochen, Auszeichnungen, Anmerkungen) | Höchstplatzierung, Gesamtwochen, AuszeichnungChartplatzierungen (Jahr, Titel, Musiklabel, Platzierungen, Wochen, Auszeichnungen, Anmerkungen) | Anmerkungen                                                 |
| Jahr | Titel Musiklabel                         | DE | AT | CH | UK | US | Dance | NO | SE | Anmerkungen                                                 |
| ---- | ---------------------------------------- | --- | --- | --- | --- | --- | --- | --- | --- | ----------------------------------------------------------- |
| 2018 | Different World MER Musikk (Sony)        | DE39 (5 Wo.)DE | AT59 (4 Wo.)AT | CH15 (26 Wo.)CH | UK— GoldUK | US— GoldUS | Dance2 (222 Wo.)Dance | NO1 ×3Dreifachplatin · (145 Wo.)NO | SE15 Gold · (28 Wo.)SE | Erstveröffentlichung: 14. Dezember 2018 Verkäufe: + 965.000 |
| 2021 | World of Walker MER Musikk (Sony)        | — | — | CH32 (1 Wo.)CH | — | — | Dance10 (2 Wo.)Dance | NO4 (25 Wo.)NO | SE33 (2 Wo.)SE | Erstveröffentlichung: 26. November 2021 Verkäufe: + 5.000   |
| 2022 | Walkerverse Pt. I & II MER Musikk (Sony) | — | — | — | — | — | — | NO17 (2 Wo.)NO | — | Erstveröffentlichung: 18. November 2022                     |
| 2023 | Walkerworld MER Musikk (Sony)            | — | — | — | — | — | — | NO18 (1 Wo.)NO | — | Erstveröffentlichung: 10. November 2023                     |
| 2025 | Walkerworld 2.0 MER Musikk (Sony)        | — | — | — | — | — | — | — | — | Erstveröffentlichung: 10. Januar 2025                       |

### EPs
| Jahr | Titel Musiklabel                       | Höchstplatzierung, Gesamtwochen, AuszeichnungChartplatzierungen (Jahr, Titel, Musiklabel, Platzierungen, Wochen, Auszeichnungen, Anmerkungen) | Höchstplatzierung, Gesamtwochen, AuszeichnungChartplatzierungen (Jahr, Titel, Musiklabel, Platzierungen, Wochen, Auszeichnungen, Anmerkungen) | Höchstplatzierung, Gesamtwochen, AuszeichnungChartplatzierungen (Jahr, Titel, Musiklabel, Platzierungen, Wochen, Auszeichnungen, Anmerkungen) | Höchstplatzierung, Gesamtwochen, AuszeichnungChartplatzierungen (Jahr, Titel, Musiklabel, Platzierungen, Wochen, Auszeichnungen, Anmerkungen) | Höchstplatzierung, Gesamtwochen, AuszeichnungChartplatzierungen (Jahr, Titel, Musiklabel, Platzierungen, Wochen, Auszeichnungen, Anmerkungen) | Höchstplatzierung, Gesamtwochen, AuszeichnungChartplatzierungen (Jahr, Titel, Musiklabel, Platzierungen, Wochen, Auszeichnungen, Anmerkungen) | Höchstplatzierung, Gesamtwochen, AuszeichnungChartplatzierungen (Jahr, Titel, Musiklabel, Platzierungen, Wochen, Auszeichnungen, Anmerkungen) | Höchstplatzierung, Gesamtwochen, AuszeichnungChartplatzierungen (Jahr, Titel, Musiklabel, Platzierungen, Wochen, Auszeichnungen, Anmerkungen) | Anmerkungen                              |
| Jahr | Titel Musiklabel                       | DE | AT | CH | UK | US | Dance | NO | SE | Anmerkungen                              |
| ---- | -------------------------------------- | --- | --- | --- | --- | --- | --- | --- | --- | ---------------------------------------- |
| 2017 | Alan Walker Hits MER Musikk (Sony)     | — | — | — | — | — | — | — | — | Erstveröffentlichung: 8. Dezember 2017   |
| 2018 | Faded Japan EP MER Musikk (Sony)       | — | — | — | — | — | — | — | — | Erstveröffentlichung: 25. April 2018     |
| 2021 | Walker Racing League MER Musikk (Sony) | — | — | — | — | — | — | — | SE32 (1 Wo.)SE | Erstveröffentlichung: 10. September 2021 |
| 2024 | Barcelona (Remixes) MER Musikk (Sony)  | — | — | — | — | — | — | — | — | Erstveröffentlichung: 12. Juli 2024      |
| 2024 | Neon Nights MER Musikk (Sony)          | — | — | — | — | — | — | — | — | Erstveröffentlichung: 7. August 2024     |
| 2025 | Dust (Remixes) MER Musikk (Sony)       | — | — | — | — | — | — | — | — | Erstveröffentlichung: 14. März 2025      |

## Singles

### Als Leadmusiker
| Jahr | Titel Album                                         | Höchstplatzierung, Gesamtwochen, AuszeichnungChartplatzierungen (Jahr, Titel, Album, Platzierungen, Wochen, Auszeichnungen, Anmerkungen) | Höchstplatzierung, Gesamtwochen, AuszeichnungChartplatzierungen (Jahr, Titel, Album, Platzierungen, Wochen, Auszeichnungen, Anmerkungen) | Höchstplatzierung, Gesamtwochen, AuszeichnungChartplatzierungen (Jahr, Titel, Album, Platzierungen, Wochen, Auszeichnungen, Anmerkungen) | Höchstplatzierung, Gesamtwochen, AuszeichnungChartplatzierungen (Jahr, Titel, Album, Platzierungen, Wochen, Auszeichnungen, Anmerkungen) | Höchstplatzierung, Gesamtwochen, AuszeichnungChartplatzierungen (Jahr, Titel, Album, Platzierungen, Wochen, Auszeichnungen, Anmerkungen) | Höchstplatzierung, Gesamtwochen, AuszeichnungChartplatzierungen (Jahr, Titel, Album, Platzierungen, Wochen, Auszeichnungen, Anmerkungen) | Höchstplatzierung, Gesamtwochen, AuszeichnungChartplatzierungen (Jahr, Titel, Album, Platzierungen, Wochen, Auszeichnungen, Anmerkungen) | Höchstplatzierung, Gesamtwochen, AuszeichnungChartplatzierungen (Jahr, Titel, Album, Platzierungen, Wochen, Auszeichnungen, Anmerkungen) | Anmerkungen                                                                                             |
| Jahr | Titel Album                                         | DE | AT | CH | UK | US | Dance | NO | SE | Anmerkungen                                                                                             |
| --- | --------------------------------------------------- | --- | --- | --- | --- | --- | --- | --- | --- | --- |
| 2014 | Something new.. –                                   | — | — | — | — | — | — | — | — | Erstveröffentlichung: 20. Mai 2014                                                                      |
| 2014 | X –                                                 | — | — | — | — | — | — | — | — | Erstveröffentlichung: 21. Mai 2014                                                                      |
| 2014 | Chill –                                             | — | — | — | — | — | — | — | — | Erstveröffentlichung: 8. Juli 2014                                                                      |
| 2014 | Fade –                                              | — | — | — | — | — | — | — | — | Erstveröffentlichung: 19. November 2014                                                                 |
| 2015 | Spectre –                                           | — | — | — | — | — | — | — | — | Erstveröffentlichung: 6. Januar 2015                                                                    |
| 2015 | Force –                                             | — | — | — | — | — | Dance44 a (1 Wo.)Dance | — | — | Erstveröffentlichung: 2. April 2015                                                                     |
| 2015 | Faded Different World                               | DE1 ×7Siebenfachgold · (60 Wo.)DE | AT1 ×3Dreifachplatin · (54 Wo.)AT | CH1 ×5Fünffachplatin · (86 Wo.)CH | UK7 ×3Dreifachplatin · (42 Wo.)UK | US80 ×3Dreifachplatin · (8 Wo.)US | Dance7 (28 Wo.)Dance | NO1 ×11Elffachplatin · (64 Wo.)NO | SE1 ×1313-fach-Platin · (77 Wo.)SE | Erstveröffentlichung: 3. Dezember 2015 gesungen von Iselin Solheim; Verkäufe: + 11.348.666              |
| 2016 | Sing Me to Sleep Different World                    | DE10 Platin · (25 Wo.)DE | AT4 Platin · (24 Wo.)AT | CH14 Platin · (35 Wo.)CH | UK95 (1 Wo.)UK | US— GoldUS | Dance18 (20 Wo.)Dance | NO1 ×6Sechsfachplatin · (23 Wo.)NO | SE9 ×4Vierfachplatin · (26 Wo.)SE | Erstveröffentlichung: 3. Juni 2016 gesungen von Iselin Solheim; Verkäufe: + 2.000.000                   |
| 2016 | Routine –                                           | — | — | — | — | — | — | — | — | Erstveröffentlichung: 30. November 2016 mit David Whistle                                               |
| 2016 | Alone Different World                               | DE4 Platin · (24 Wo.)DE | AT1 Platin · (22 Wo.)AT | CH2 ×2Doppelplatin · (36 Wo.)CH | UK— SilberUK | US— GoldUS | Dance21 (20 Wo.)Dance | NO1 ×4Vierfachplatin · (21 Wo.)NO | SE2 ×3Dreifachplatin · (23 Wo.)SE | Erstveröffentlichung: 2. Dezember 2016 gesungen von Noonie Bao; Verkäufe: + 2.183.000                   |
| 2017 | Tired Faded (EP)                                    | DE66 Gold · (14 Wo.)DE | AT35 Gold · (19 Wo.)AT | CH64 (9 Wo.)CH | — | — | Dance26 (20 Wo.)Dance | NO5 ×3Dreifachplatin · (16 Wo.)NO | SE21 ×2Doppelplatin · (33 Wo.)SE | Erstveröffentlichung: 19. Mai 2017 feat. Gavin James; Verkäufe: + 695.000                               |
| 2017 | The Spectre Alan Walker Hits                        | DE50 Gold · (8 Wo.)DE | AT14 Platin · (13 Wo.)AT | CH13 (20 Wo.)CH | — | — | Dance24 (20 Wo.)Dance | NO5 (16 Wo.)NO | SE22 Platin · (10 Wo.)SE | Erstveröffentlichung: 15. September 2017 gesungen von Jesper Borgen; Verkäufe: + 580.000                |
| 2017 | All Falls Down Different World                      | DE75 Gold · (1 Wo.)DE | AT29 Gold · (9 Wo.)AT | CH29 Platin · (23 Wo.)CH | UK87 Silber · (7 Wo.)UK | US— GoldUS | Dance11 (21 Wo.)Dance | NO1 (25 Wo.)NO | SE4 ×3Dreifachplatin · (25 Wo.)SE | Erstveröffentlichung: 27. Oktober 2017 feat. Noah Cyrus & Digital Farm Animals; Verkäufe: + 1.700.000   |
| 2018 | Ignite –                                            | — | — | — | — | — | Dance28 (12 Wo.)Dance | NO1 ×4Vierfachplatin · (28 Wo.)NO | SE13 (28 Wo.)SE | Erstveröffentlichung: 11. Mai 2018 K-391 feat. Alan Walker, Julie Bergan & Seungri; Verkäufe: + 280.000 |
| 2018 | Darkside Different World                            | DE97 (1 Wo.)DE | AT63 Gold · (2 Wo.)AT | CH39 Gold · (20 Wo.)CH | UK— SilberUK | US— GoldUS | Dance9 (26 Wo.)Dance | NO1 (16 Wo.)NO | SE10 ×2Doppelplatin · (17 Wo.)SE | Erstveröffentlichung: 27. Juli 2018 feat. Au/Ra & Tomine Harket; Verkäufe: + 1.115.000                  |
| 2018 | Diamond Heart Different World                       | DE89 (1 Wo.)DE | AT56 (2 Wo.)AT | CH12 Gold · (18 Wo.)CH | — | — | Dance28 (20 Wo.)Dance | NO1 (31 Wo.)NO | SE11 ×2Doppelplatin · (22 Wo.)SE | Erstveröffentlichung: 28. September 2018 feat. Sophia Somajo; Verkäufe: + 230.000                       |
| 2018 | Different World                                     | — | — | CH73 (1 Wo.)CH | — | — | Dance32 (8 Wo.)Dance | NO31 (5 Wo.)NO | — | Erstveröffentlichung: 30. November 2018 mit K-391 & Sofia Carson feat. CORSAK                           |
| 2018 | Lost Control Different World                        | — | — | CH21 (1 Wo.)CH | — | — | Dance28 (5 Wo.)Dance | NO3 (15 Wo.)NO | — | Erstveröffentlichung: 14. Dezember 2018 feat. Sorana                                                    |
| 2018 | Lily Different World                                | — | — | — | — | — | Dance12 (26 Wo.)Dance | — | — | Erstveröffentlichung: 14. Dezember 2018 mit K-391 & Emelie Hollow; Verkäufe: + 80.000                   |
| 2019 | (Are You) Lonely Different World                    | — | — | — | — | — | Dance33 (5 Wo.)Dance | NO19 (12 Wo.)NO | — | Erstveröffentlichung: 22. Februar 2019 mit Steve Aoki feat. Isák & Omar Noir; Verkäufe: + 25.000        |
| 2019 | On My Way World of Walker                           | DE85 (1 Wo.)DE | AT— GoldAT | CH34 (19 Wo.)CH | UK— SilberUK | — | Dance8 (26 Wo.)Dance | NO3 (22 Wo.)NO | SE30 Platin · (13 Wo.)SE | Erstveröffentlichung: 22. März 2019 mit Sabrina Carpenter & Farruko; Verkäufe: + 440.000                |
| 2019 | Live Fast (PUBGM) –                                 | — | — | — | — | — | — | NO24 (4 Wo.)NO | — | Erstveröffentlichung: 26. Juli 2019 mit ASAP Rocky                                                      |
| 2019 | Play –                                              | — | AT44 (17 Wo.)AT | CH78 (1 Wo.)CH | — | — | Dance32 (17 Wo.)Dance | NO2 ×2Doppelplatin · (15 Wo.)NO | SE25 (12 Wo.)SE | Erstveröffentlichung: 30. August 2019 mit K-391 & Martin Tungevaag feat. Mangoo; Verkäufe: + 160.000    |
| 2019 | Ghost –                                             | — | — | — | — | — | Dance33 (5 Wo.)Dance | — | — | Erstveröffentlichung: 18. Oktober 2019 mit Au/Ra                                                        |
| 2019 | Avem (The Aviation Theme) –                         | — | — | — | — | — | Dance33 (5 Wo.)Dance | — | — | Erstveröffentlichung: 1. November 2019                                                                  |
| 2019 | Alone, Pt. II World of Walker                       | DE47 Gold · (12 Wo.)DE | AT45 Platin · (7 Wo.)AT | CH47 (16 Wo.)CH | UK— SilberUK | — | Dance11 (20 Wo.)Dance | NO4 ×3Dreifachplatin · (17 Wo.)NO | SE25 Platin · (10 Wo.)SE | Erstveröffentlichung: 27. Dezember 2019 mit Ava Max; Verkäufe: + 1.115.000                              |
| 2020 | End of Time –                                       | — | — | CH82 (1 Wo.)CH | — | — | Dance24 (11 Wo.)Dance | NO4 Platin · (17 Wo.)NO | SE60 (4 Wo.)SE | Erstveröffentlichung: 6. März 2020 mit K-391 & Ahrix; Verkäufe: + 60.000                                |
| 2020 | Heading Home World of Walker                        | — | — | — | — | — | Dance21 (4 Wo.)Dance | NO15 (4 Wo.)NO | SE53 (2 Wo.)SE | prämiert beim X-Games 2016 in Oslo Erstveröffentlichung: 1. April 2020 mit Ruben                        |
| 2020 | Time (Alan Walker Remix) World of Walker            | DE— GoldDE | — | CH24 (1 Wo.)CH | — | — | Dance35 (2 Wo.)Dance | — | — | Erstveröffentlichung: 15. Mai 2020 mit Hans Zimmer; Verkäufe: + 240.000                                 |
| 2020 | Space Melody (Edward Artemyev) Walker Racing League | — | — | — | — | — | Dance42 (3 Wo.)Dance | — | — | Erstveröffentlichung: 11. Dezember 2020 mit Vize feat. Leony; Verkäufe: + 12.000                        |
| 2021 | Sorry World of Walker                               | — | — | — | — | — | Dance32 (1 Wo.)Dance | NO8 (12 Wo.)NO | SE83 (1 Wo.)SE | Erstveröffentlichung: 29. Januar 2021 mit Isák                                                          |
| 2021 | Fake a Smile World of Walker                        | DE— bDE | — | — | — | — | Dance16 (9 Wo.)Dance | NO11 (6 Wo.)NO | SE23 (3 Wo.)SE | Erstveröffentlichung: 19. Februar 2021 mit Salem Ilese                                                  |
| 2021 | Dead Girl! (Shake My Head) –                        | — | — | — | — | — | Dance42 (1 Wo.)Dance | — | — | Erstveröffentlichung: 2. April 2021 mit Au/Ra                                                           |
| 2021 | Believers –                                         | — | — | — | — | — | Dance26 (1 Wo.)Dance | NO24 (1 Wo.)NO | SE64 (1 Wo.)SE | Erstveröffentlichung: 14. Mai 2021 mit Conor Maynard                                                    |
| 2021 | Sweet Dreams Walker Racing League                   | — | — | — | — | — | Dance18 (20 Wo.)Dance | NO14 (6 Wo.)NO | SE43 (9 Wo.)SE | Erstveröffentlichung: 11. Juni 2021 mit Imanbek; Verkäufe: + 65.000                                     |
| 2021 | Don’t You Hold Me Down Walker Racing League         | — | — | — | — | — | Dance29 (2 Wo.)Dance | NO19 (2 Wo.)NO | SE81 (1 Wo.)SE | Erstveröffentlichung: 27. August 2021 mit Georgia Ku                                                    |
| 2021 | Running Out of Roses Walker Racing League           | — | — | — | — | — | Dance29 (7 Wo.)Dance | NO15 (8 Wo.)NO | SE78 (1 Wo.)SE | Erstveröffentlichung: 10. September 2021 mit Jamie Miller                                               |
| 2021 | Paradise World of Walker                            | — | — | — | — | — | Dance32 (2 Wo.)Dance | NO31 (2 Wo.)NO | — | Erstveröffentlichung: 23. September 2021 mit K-391 & Boy in Space                                       |
| 2021 | World We Used to Know World of Walker               | — | — | — | — | — | Dance28 (1 Wo.)Dance | NO15 (2 Wo.)NO | SE46 (1 Wo.)SE | Erstveröffentlichung: 12. November 2021 mit Winona Oak                                                  |
| 2021 | Man on the Moon World of Walker                     | — | — | — | — | — | Dance20 (9 Wo.)Dance | NO23 (5 Wo.)NO | SE12 (25 Wo.)SE | Erstveröffentlichung: 26. November 2021 mit Benjamin Ingrosso; Verkäufe: + 25.000                       |
| 2022 | Headlights –                                        | DE— cDE | — | — | — | — | Dance23 (3 Wo.)Dance | NO15 (2 Wo.)NO | SE59 (1 Wo.)SE | Erstveröffentlichung: 18. Februar 2022 mit Alok feat. Kiddo; Verkäufe: + 65.000                         |
| 2022 | Hello World Walkerverse Pt. I & II                  | — | — | — | — | — | Dance36 (1 Wo.)Dance | NO11 (4 Wo.)NO | SE84 (1 Wo.)SE | Erstveröffentlichung: 4. März 2022 mit Torine                                                           |
| 2022 | The Drum Walkerverse Pt. I & II                     | — | — | — | — | — | Dance31 (2 Wo.)Dance | NO16 (9 Wo.)NO | — | Erstveröffentlichung: 29. April 2022                                                                    |
| 2022 | Somebody Like U Walkerverse Pt. I & II              | — | — | — | — | — | Dance46 (1 Wo.)Dance | — | — | Erstveröffentlichung: 17. Juni 2022 mit Au/Ra                                                           |
| 2022 | Extreme Walkerverse Pt. I & II                      | — | — | — | — | — | Dance42 (1 Wo.)Dance | — | SE86 (1 Wo.)SE | Erstveröffentlichung: 30. September 2022 mit Trevor Daniel                                              |
| 2022 | Lovesick Walkerverse Pt. I & II                     | — | — | — | — | — | — | NO— ×2DoppelplatinNO | — | Erstveröffentlichung: 4. November 2022 feat. Sophie Simmons; Verkäufe: + 120.000                        |
| 2023 | Dreamer –                                           | — | — | — | — | — | Dance47 (1 Wo.)Dance | — | — | Erstveröffentlichung: 7. April 2023                                                                     |
| 2023 | Hero Walkerworld                                    | — | — | — | — | — | Dance18 (11 Wo.)Dance | NO27 (3 Wo.)NO | — | Erstveröffentlichung: 4. Mai 2023 mit Sasha Sloan                                                       |
| 2023 | Land of the Heroes Walkerworld                      | — | — | — | — | — | — | — | — | Erstveröffentlichung: 6. Juli 2023 mit Sophie Stray                                                     |
| 2023 | Endless Summer Walkerworld                          | — | — | — | — | — | Dance50 (1 Wo.)Dance | — | — | Erstveröffentlichung: 13. Juli 2023 mit Zak Abel                                                        |
| 2023 | Better Off (Alone, Pt. III) Walkerworld             | — | — | — | — | — | Dance32 (20 Wo.)Dance | NO30 (1 Wo.)NO | — | Erstveröffentlichung: 28. September 2023 mit Vikkstar & Dash Berlin; Verkäufe: + 40.000                 |
| 2023 | Fire! –                                             | — | — | — | — | — | Dance32 (3 Wo.)Dance | — | — | Erstveröffentlichung: 14. Dezember 2023 feat, Yuqi & Jvke                                               |
| 2024 | Who I Am Walkerworld 2.0                            | — | — | — | — | — | Dance41 (2 Wo.)Dance | NO18 (5 Wo.)NO | — | Erstveröffentlichung: 4. Januar 2024 mit Peder Elias & Putri Adriana                                    |
| 2024 | Team Side –                                         | — | — | — | — | — | — | — | — | Erstveröffentlichung: 19. März 2024 feat. Sofiloud & RCB                                                |
| 2024 | Unsure Walkerworld 2.0                              | — | — | — | — | — | — | — | — | Erstveröffentlichung: 2. Mai 2024 feat. Kylie Cantrall                                                  |
| 2024 | Barcelona Walkerworld 2.0                           | — | — | — | — | — | — | NO19 (3 Wo.)NO | — | Erstveröffentlichung: 13. Juni 2024 mit Ina Wroldsen                                                    |
| 2024 | Wake Up Neon Nights                                 | — | — | — | — | — | — | — | — | Erstveröffentlichung: 31. Juli 2024                                                                     |
| 2024 | Thick of It All Walkerworld 2.0                     | — | — | — | — | — | Dance34 (1 Wo.)Dance | — | — | Erstveröffentlichung: 5. September 2024 feat. Joe Jonas & Julia Michaels                                |
| 2024 | Children of the Sun Walkerworld 2.0                 | — | — | — | — | — | — | — | — | Erstveröffentlichung: 26. September 2024 feat. Pritam & Vishal Mishra                                   |
| 2024 | When I Grow Up (Young, Wild & Free) –               | — | — | — | — | — | — | — | — | Erstveröffentlichung: 11. Oktober 2024 mit Flo Rida                                                     |
| 2024 | Avalon Walkerworld 2.0                              | — | — | — | — | — | — | — | — | Erstveröffentlichung: 11. November 2024 feat. Anne Gudrun                                               |
| 2024 | Forever Young Walkerworld 2.0                       | — | — | — | — | — | — | — | — | Erstveröffentlichung: 19. Dezember 2024 feat. Meed                                                      |
| 2025 | Forever Young Walkerworld 2.0                       | — | — | — | — | — | — | — | — | Erstveröffentlichung: 17. Januar 2025                                                                   |
| 2025 | Dust –                                              | — | — | — | — | — | — | — | — | Erstveröffentlichung: 7. März 2025 feat. Robin Packalen                                                 |
| 2025 | Guaro con Ron –                                     | — | — | — | — | — | — | — | — | Erstveröffentlichung: 21. März 2025 mit Sofía Reyes                                                     |
| Folgende Lieder erschienen nicht als Single, wurden aber durch das Album zum Download und Streaming bereitgestellt und konnten somit eine Platzierung erlangen: |                                                     | | | | | | | | | |
| |                                                     | | | | | | | | | |
| 2022 | Shut Up Walkerverse Pt. I & II                      | — | — | — | — | — | — | — | SE100 (1 Wo.)SE | mit Upsahl                                                                                              |
| 2023 | Heart Over Mind Walkerworld                         | — | — | — | — | — | Dance35 (1 Wo.)Dance | — | — | feat. Daya                                                                                              |

### Als Gastmusiker
| Jahr | Titel Album                    | Höchstplatzierung, Gesamtwochen, AuszeichnungChartplatzierungen (Jahr, Titel, Album, Platzierungen, Wochen, Auszeichnungen, Anmerkungen) | Höchstplatzierung, Gesamtwochen, AuszeichnungChartplatzierungen (Jahr, Titel, Album, Platzierungen, Wochen, Auszeichnungen, Anmerkungen) | Höchstplatzierung, Gesamtwochen, AuszeichnungChartplatzierungen (Jahr, Titel, Album, Platzierungen, Wochen, Auszeichnungen, Anmerkungen) | Höchstplatzierung, Gesamtwochen, AuszeichnungChartplatzierungen (Jahr, Titel, Album, Platzierungen, Wochen, Auszeichnungen, Anmerkungen) | Höchstplatzierung, Gesamtwochen, AuszeichnungChartplatzierungen (Jahr, Titel, Album, Platzierungen, Wochen, Auszeichnungen, Anmerkungen) | Höchstplatzierung, Gesamtwochen, AuszeichnungChartplatzierungen (Jahr, Titel, Album, Platzierungen, Wochen, Auszeichnungen, Anmerkungen) | Höchstplatzierung, Gesamtwochen, AuszeichnungChartplatzierungen (Jahr, Titel, Album, Platzierungen, Wochen, Auszeichnungen, Anmerkungen) | Höchstplatzierung, Gesamtwochen, AuszeichnungChartplatzierungen (Jahr, Titel, Album, Platzierungen, Wochen, Auszeichnungen, Anmerkungen) | Anmerkungen                                                                                |
| Jahr | Titel Album                    | DE | AT | CH | UK | US | Dance | NO | SE | Anmerkungen                                                                                |
| ---- | ------------------------------ | --- | --- | --- | --- | --- | --- | --- | --- | ------------------------------------------------------------------------------------------ |
| 2015 | Are You Lonely Neon Future IV  | — | — | — | — | — | — | — | — | Erstveröffentlichung: 22. Februar 2019 Steve Aoki feat. Alan Walker & ISÁK                 |
| 2017 | Back to Beautiful –            | — | — | — | — | — | — | — | — | Erstveröffentlichung: 27. Januar 2017 Sofia Carson feat. Alan Walker                       |
| 2022 | PS5 (More) Unsponsored Content | — | — | — | — | — | — | — | — | Erstveröffentlichung: 23. Februar 2022 Salem Ilese feat. Tomorrow X Together & Alan Walker |

### Als DJ Walkzz
| Jahr        | Titel                  | Anmerkungen                                                     | Plattform            |
| ----------- | ---------------------- | --------------------------------------------------------------- | -------------------- |
| 2012        | Celebrate              | Erstveröffentlichung: 7. Oktober 2012                           | YouTube              |
| 2012        | Light Dreams           | Erstveröffentlichung: 7. Oktober 2012                           | YouTube              |
| 2012        | Burn                   | Erstveröffentlichung: 8. Oktober 2012                           | YouTube              |
| 2012        | Splash the Bass        | Erstveröffentlichung: 10. Oktober 2012 feat. DJ Ness            | YouTube              |
| 2012        | Fire of the Soul       | Erstveröffentlichung: 16. Oktober 2012                          | YouTube              |
| 2012        | Memories               | Erstveröffentlichung: 30. Oktober 2012                          | YouTube              |
| 2012        | New Heart              | Erstveröffentlichung: 9. November 2012                          | YouTube              |
| 2012        | Big Universe           | Erstveröffentlichung: 11. November 2012                         | YouTube              |
| 2012        | Long Road              | Erstveröffentlichung: 18. November 2012                         | YouTube              |
| 2013        | Burn 2.0               | Erstveröffentlichung: 5. Januar 2013                            | YouTube              |
| 2013        | Relax                  | Erstveröffentlichung: 8. Januar 2013                            | YouTube              |
| 2013        | Walkzarx               | Erstveröffentlichung: 1. Februar 2013 mit J3zarx                | YouTube              |
| 2013        | The Raid               | Erstveröffentlichung: 11. Februar 2013                          | YouTube              |
| 2013        | War of Melodies        | Erstveröffentlichung: 15. Februar 2013                          | YouTube              |
| 2013        | Above the Sky          | Erstveröffentlichung: 30. März 2013                             | YouTube              |
| 2013        | New Energy             | Erstveröffentlichung: 5. April 2013 mit ZeStalker               | YouTube              |
| 2013        | Golden Alley           | Erstveröffentlichung: 2. Juni 2013                              | YouTube              |
| 2013        | River Flows in You     | Erstveröffentlichung: 21. Juni 2013                             | SoundCloud           |
| 2013        | Energy                 | Erstveröffentlichung: 24. Juni 2013                             | YouTube              |
| 2013        | Dennis 2014            | Erstveröffentlichung: 27. Juni 2013                             | YouTube & SoundCloud |
| 2013        | 135                    | Erstveröffentlichung: 27. Juli 2013                             | YouTube              |
| 2013        | WMC                    | Erstveröffentlichung: 22. August 2013                           | SoundCloud           |
| 2013        | Flying Dreams          | Erstveröffentlichung: 28. August 2013                           | SoundCloud           |
| 2013        | K-391 Chillstep        | Erstveröffentlichung: 31. August 2013                           | SoundCloud           |
| 2013        | Hope                   | Erstveröffentlichung: 13. Oktober 2013                          | YouTube & SoundCloud |
| 2013        | People of Cadence      | Erstveröffentlichung: 22. Oktober 2013 mit Markus Daae & Vicara | SoundCloud           |
| Russ-Tracks |                        |                                                                 |                      |
|             |                        |                                                                 |                      |
| 2015        | The Young Geralds 2016 | Erstveröffentlichung: 27. November 2015                         | Spotify              |
| 2016        | 24 Karat 2016          | Erstveröffentlichung: 4. März 2016                              | Spotify              |
| 2016        | Kjuagutt 2016          | Erstveröffentlichung: 24. April 2016 mit DJ Ness                | Spotify              |

## Sonderveröffentlichungen

### Remixe
Als Alan Walker

| Jahr | Titel Album                                                        | Höchstplatzierung, Gesamtwochen, AuszeichnungChartplatzierungen (Jahr, Titel, Album, Platzierungen, Wochen, Auszeichnungen, Anmerkungen) | Höchstplatzierung, Gesamtwochen, AuszeichnungChartplatzierungen (Jahr, Titel, Album, Platzierungen, Wochen, Auszeichnungen, Anmerkungen) | Anmerkungen                                                                              |
| Jahr | Titel Album                                                        | NO | SE | Anmerkungen                                                                              |
| ---- | ------------------------------------------------------------------ | --- | --- | ---------------------------------------------------------------------------------------- |
| 2016 | Millionaire (Alan Walker Remix) Blood, Sweat & 3 Years             | NO19 (12 Wo.)NO | SE98 (1 Wo.)SE | Erstveröffentlichung: 2. September 2016 von Cash Cash & Digital Farm Animals feat. Nelly |
| 2016 | Move Your Body (Alan Walker Remix) This Is Acting (Deluxe Edition) | NO3 (19 Wo.)NO | SE57 Gold · (14 Wo.)SE | Erstveröffentlichung: 21. Oktober 2016 von Sia; Verkäufe: + 20.000                       |

- 2014: Jacoo – A World of Peace
- 2014: LarsM feat. Mona Moua – Air
- 2015: Broiler – Rays of Light
- 2015: Dash Berlin feat. Roxanne Emery – Shelter
- 2016: Coldplay feat. Beyoncé – Hymn for the Weekend
- 2017: Charli XCX feat. Lil Yachty – After the Afterparty
- 2017: Sofia Carson – Back to Beautiful (später als Featuring angegeben)
- 2017: Bruno Mars – That’s What I Like
- 2017: Julia Michaels – Issues
- 2017: Miley Cyrus – Malibu
- 2017: League of Legends feat. Against the Current & Mako – Legends Never Die
- 2017: Avicii feat. Rita Ora – Lonely Together
- 2017: Ina Wroldsen – Strongest
- 2017: Noah Cyrus feat. XXXTentacion – Again
- 2018: Keala Settle – This Is Me (als „Relift“ gekennzeichnet)
- 2018: Kygo feat. OneRepublic – Stranger Things
- 2018: Steve Aoki feat. Lauren Jauregui – All Night
- 2018: LAY – Sheep (als „Relift“ gekennzeichnet)
- 2019: Pedro Capó & Farruko – Calma
- 2019: Tayla Parks – Me vs. Us
- 2019: Guy Sebastian – Choir
- 2019: K-391, Alan Walker & Tungevaag feat. DJ Mangoo – Play (mit Niya)
- 2020: Gavin James – Always
- 2020: Illenium & X Ambassadors – In Your Arms
- 2020: Madison Beer – Selfish

Als DJ Walkzz
- 2012: DJ Harmonics – Glimpse of Heaven
- 2012: DJ Ness – New Hunter
- 2012: Basshunter – Dota
- 2012: Boosterz Inc – Level One
- 2013: Europe – The Final Countdown
- 2013: Baby T – Perry 2012 (Perry-2013-Remake)

### Samplerbeiträge
- 2017: Sky (mit Alex Skrindo)

## Statistik

### Chartauswertung
|                     | DE    | AT    | CH    | UK    | US    | Dance       | NO    | SE    |
| ------------------- | ----- | ----- | ----- | ----- | ----- | ----------- | ----- | ----- |
| Nummer-eins-Alben   | DE—DE | AT—AT | CH—CH | UK—UK | US—US | Dance—Dance | NO1NO | SE—SE |
| Top-10-Alben        | DE—DE | AT—AT | CH—CH | UK—UK | US—US | Dance1Dance | NO2NO | SE—SE |
| Alben in den Charts | DE1DE | AT1AT | CH2CH | UK—UK | US—US | Dance2Dance | NO4NO | SE3SE |

|                       | DE     | AT     | CH     | UK    | US    | Dance        | NO     | SE     |
| --------------------- | ------ | ------ | ------ | ----- | ----- | ------------ | ------ | ------ |
| Nummer-eins-Singles   | DE1DE  | AT2AT  | CH1CH  | UK—UK | US—US | Dance—Dance  | NO7NO  | SE1SE  |
| Top-10-Singles        | DE3DE  | AT3AT  | CH2CH  | UK1UK | US—US | Dance3Dance  | NO15NO | SE5SE  |
| Singles in den Charts | DE10DE | AT10AT | CH15CH | UK3UK | US1US | Dance45Dance | NO34NO | SE26SE |

### Auszeichnungen für Musikverkäufe
| Land/RegionAuszeichnungen für Musikverkäufe (Land/Region, Auszeichnungen, Verkäufe, Quellen) | Silber     | Gold       | Platin         | Diamant     | Verkäufe  | Quellen              |
| -------------------------------------------------------------------------------------------- | ---------- | ---------- | -------------- | ----------- | --------- | -------------------- |
| Australien (ARIA)                                                                            | —          | 4× Gold4   | 7× Platin7     | —           | 630.000   | aria.com.au          |
| Belgien (BRMA)                                                                               | —          | Gold1      | 2× Platin2     | —           | 80.000    | ultratop.be          |
| Brasilien (PMB)                                                                              | —          | Gold1      | —              | —           | 40.000    | pro-musicabr.org.br  |
| Chile (IFPI)                                                                                 | —          | —          | Platin1        | —           | 80.000    | Einzelnachweise      |
| Dänemark (IFPI)                                                                              | —          | 6× Gold6   | 5× Platin5     | —           | 650.000   | ifpi.dk              |
| Deutschland (BVMI)                                                                           | —          | 6× Gold6   | 5× Platin5     | —           | 3.200.000 | musikindustrie.de    |
| Finnland (IFPI)                                                                              | —          | —          | Platin1        | —           | 40.000    | lifeonstage.net      |
| Frankreich (SNEP)                                                                            | —          | 5× Gold5   | 2× Platin2     | —           | 816.666   | snepmusique.com      |
| Italien (FIMI)                                                                               | —          | 8× Gold8   | 10× Platin10   | —           | 730.000   | fimi.it              |
| Japan (RIAJ)                                                                                 | —          | Gold1      | —              | —           | —         | riaj.or.jp           |
| Kanada (MC)                                                                                  | —          | 6× Gold6   | 12× Platin12   | —           | 1.200.000 | musiccanada.com      |
| Malaysia (RIM)                                                                               | —          | —          | 3× Platin3     | —           | 600.000   | Einzelnachweise      |
| Mexiko (AMPROFON)                                                                            | —          | 5× Gold5   | 13× Platin13   | Diamant1    | 1.230.000 | amprofon.com.mx      |
| Neuseeland (RMNZ)                                                                            | —          | 3× Gold3   | 6× Platin6     | —           | 210.000   | radioscope.co.nz NZ2 |
| Niederlande (NVPI)                                                                           | —          | —          | 2× Platin2     | —           | 120.000   | nvpi.nl              |
| Norwegen (IFPI)                                                                              | —          | —          | 40× Platin40   | —           | 1.860.000 | ifpi.no              |
| Österreich (IFPI)                                                                            | —          | 4× Gold4   | 7× Platin7     | —           | 270.000   | ifpi.at              |
| Peru (UNIMPRO)                                                                               | —          | Gold1      | 2× Platin2     | —           | 15.000    | Einzelnachweise      |
| Polen (ZPAV)                                                                                 | —          | 5× Gold5   | 15× Platin15   | 3× Diamant3 | 785.000   | olis.pl              |
| Portugal (AFP)                                                                               | —          | 4× Gold4   | 2× Platin2     | —           | 40.000    | Einzelnachweise      |
| Schweden (IFPI)                                                                              | —          | 2× Gold2   | 32× Platin32   | —           | 1.835.000 | sverigetopplistan.se |
| Schweiz (IFPI)                                                                               | —          | 2× Gold2   | 9× Platin9     | —           | 280.000   | hitparade.ch         |
| Singapur (RIAS)                                                                              | —          | Gold1      | Platin1        | —           | 15.000    | rias.org.sg          |
| Spanien (Promusicae)                                                                         | —          | 5× Gold5   | 6× Platin6     | —           | 430.000   | elportaldemusica.es  |
| Südafrika (RISA)                                                                             | —          | Gold1      | —              | —           | 10.000    | Einzelnachweise      |
| Ungarn (MAHASZ)                                                                              | —          | Gold1      | —              | —           | 2.000     | slagerlistak.hu      |
| Vereinigte Staaten (RIAA)                                                                    | —          | 5× Gold5   | 3× Platin3     | —           | 5.500.000 | riaa.com             |
| Vereinigtes Königreich (BPI)                                                                 | 5× Silber5 | Gold1      | 3× Platin3     | —           | 2.900.000 | bpi.co.uk            |
| Insgesamt                                                                                    | 5× Silber5 | 78× Gold78 | 189× Platin189 | 4× Diamant4 |           |                      |